# Esmaltec

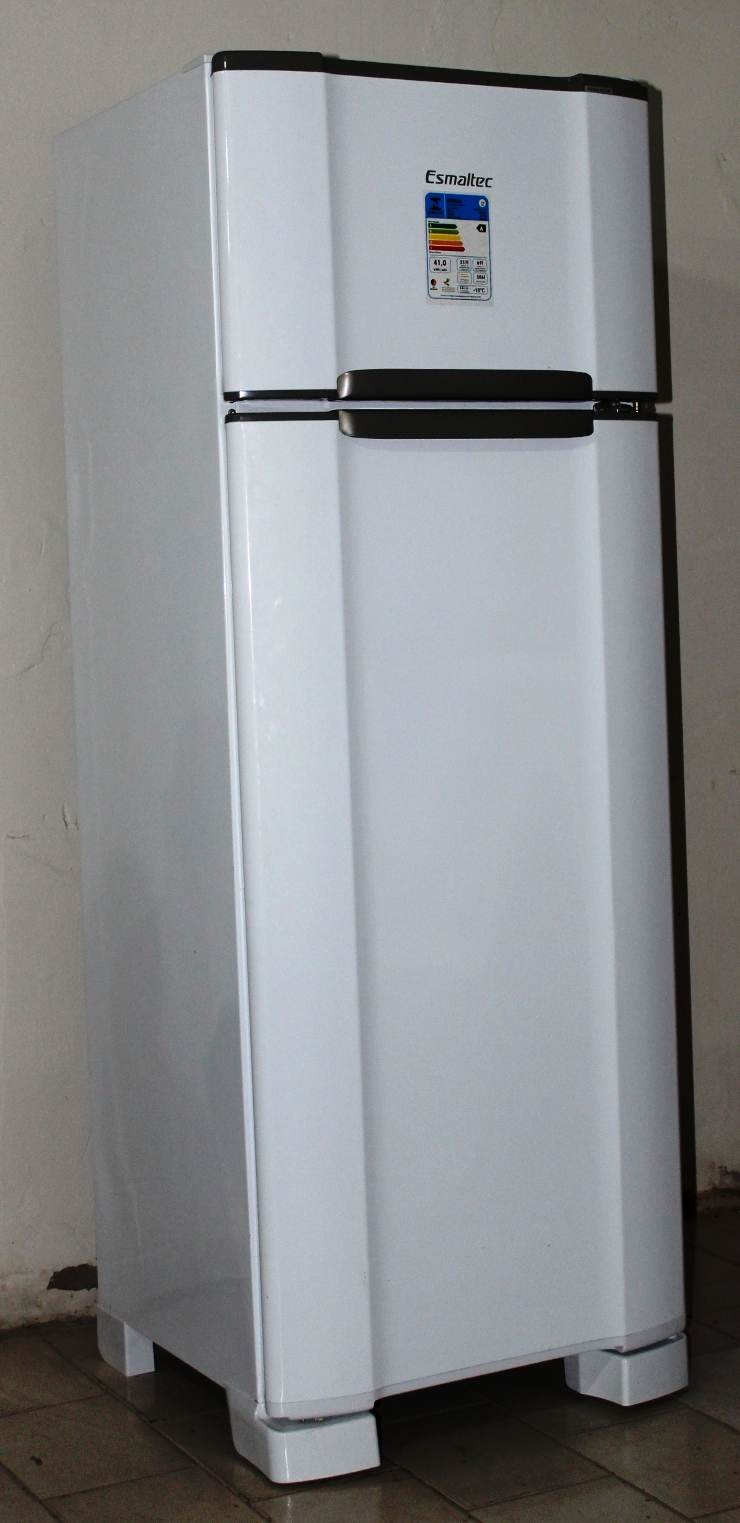
Geladeira da marca.

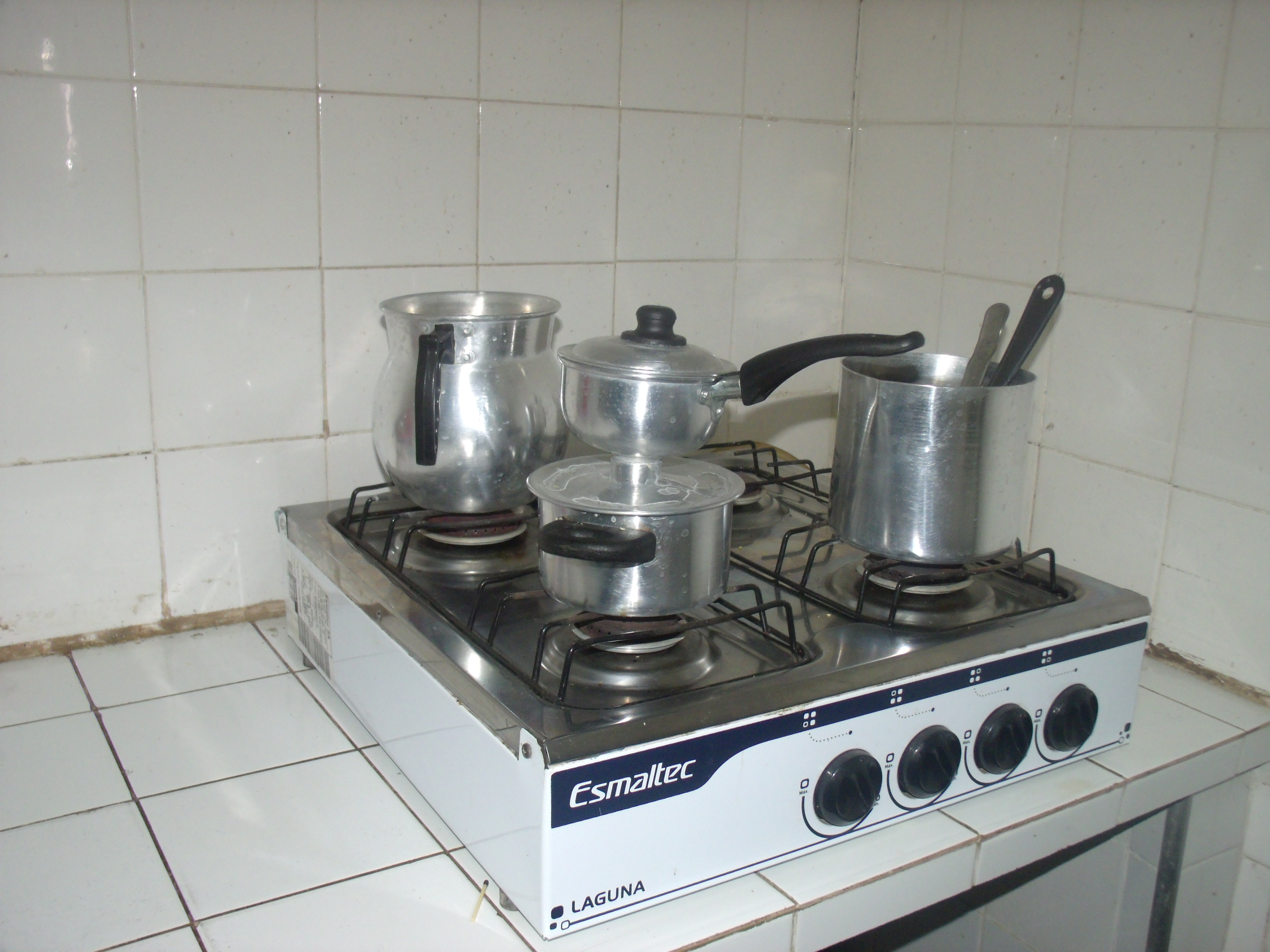
Fogão de mesa.

Esmaltec é uma empresa brasileira de eletrodomésticos, pertencente ao Grupo Edson Queiroz com sede em Maracanaú, no estado do Ceará.

## História
Fundada em março de 1984, surgida de uma fusão da Tecnomecânica Norte (Tecnorte), fundada em outubro de 1963, com a Estamparia e Esmaltação Nordeste, fundada em dezembro do mesmo ano. Nesse período da fundação das duas empresas, chegou a produzir fogões em sociedade com a Semer, porém a parceria foi desfeita em 1967.

## Prêmios
Em 2005, a empresa recebe o Prêmio Fiec na categoria "Produção Mais Limpa". Em 2010, recebeu o Troféu Pitaguary como indústria do ano em 2009. Em 2011, recebeu o Troféu Virgílio Távora, resultado do programa Bem Estar e Qualidade de Vida.